# Shelton Benjamin
Shelton James Benjamin (Orangeburg, 9 luglio 1975) è un wrestler statunitense, sotto contratto con la All Elite Wrestling.
Si è esibito in diverse federazioni tra cui la Ring of Honor, la New Japan Pro-Wrestling e la WWE, dove ha detenuto tre volte l'Intercontinental Championship, una volta lo United States Championship, tre volte il 24/7 Championship e tre volte il Raw Tag Team Championship (due Charlie Haas e una con Cedric Alexander).

## Carriera

### World Wrestling Entertainment (1999–2010)

#### Ohio Valley Wrestling (1999–2002)
Shelton Benjamin fa il suo debutto nel mondo del wrestling nel luglio del 1999 nella prestigiosa palestra della Ohio Valley Wrestling, dove forma un tag team con Brock Lesnar, già suo compagno all'Università del Minnesota; i due conquistano per tre volte i Southern Tag Team Championship. Dopo la promozione di Lesnar nel main roster nel marzo del 2002, Benjamin si allea con Redd Dogg Begnaud, con cui conquista per la quarta volta i titoli di coppia. Nel frattempo lotta in diversi house show nei dark match e in alcuni tapings televisivi di Heat della WWE come face.

#### Team Angle (2002–2004)
Shelton debutta nel roster di SmackDown! e con Charlie Haas, come lui ex All American, entra a far parte del Team Angle di Kurt Angle.
I due vinceranno per due volte i titoli di coppia. La prima volta contro i Los Guerreros, tag team formato da Eddie e Chavo Guerrero Jr., la seconda volta contro Eddie Guerrero e Tajiri, quest'ultimo sostituto di Chavo.
Dopo aver intanto cambiato nome del tag team in The World's Greatest Tag Team a seguito del loro tradimento verso il loro maestro Kurt Angle, i due perderanno i titoli contro proprio i Los Guerreros, i loro principali avversari nella loro carriera di Tag Team. Inizieranno quindi una faida con gli APA che culminerà in un match a No Way Out vinto dal WGTT. Partiti come favoriti per il Tag Team Fatal Four Way Match per i titoli di coppia di WrestleMania XX, usciranno dal ppv con un nulla di fatto e con le cinture ancora in mano a Scotty 2 Hotty e Rikishi.

#### Intercontinental Champion e varie faide (2004–2007)
La coppia si scioglie quando Benjamin finisce nel roster di Raw, durante la Draft Lottery del 2004. Il debutto di Benjamin nello show rosso, sconfiggendo per due volte consecutive (la seconda per squalifica) il pluricampione del mondo Triple H, stabilendosi come un face. Al debutto in pay-per view, a Backlash, Benjamin sconfigge Ric Flair, compagno di Triple H nell'Evolution. Dopo aver battuto Flair e Triple H, Benjamin tenterà di sconfiggere gli altri due membri della stable, ovvero Batista e l'allora campione intercontinentale Randy Orton. Fallisce il primo obiettivo, mentre con Orton gli scontri saranno due: prima un no title match, dove Benjamin sconfiggerà Orton, quindi un match titolato al pay per view Bad Blood, dove sarà Orton a vincere.

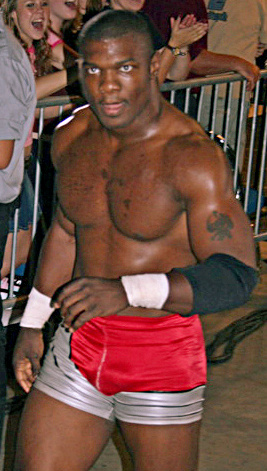
Benjamin nel 2005

Un infortunio lo terrà fuori dalle scene per mesi, finché tornerà in autunno. Al suo ritorno in pay per view a Taboo Tuesday viene scelto dal pubblico come avversario del campione intercontinentale Chris Jericho, che sconfiggerà conquistando quel titolo inseguito mesi prima. Il suo regno durerà 8 mesi, durante il quale sconfiggerà atleti come Christian, Maven e Gene Snitsky, fino a sconfiggere nuovamente Jericho a Backlash. Perderà il titolo durante l'edizione di Raw del 20 giugno 2005 contro Carlito, venuto dal roster di SmackDown! per effetto della Draft Lottery 2005. Perso il suo titolo intercontinentale, dopo una rivincita fallita contro Carlito e un match perso contro il suo ex maestro Kurt Angle, Benjamin inizierà una faida a sfondo razzista con Chavo Guerrero, allora chiamato Kerwin White, faida vinta da Benjamin al pay-per-view Unforgiven 2005 in un match vinto dall'atleta di colore.
Dopo questo match inizierà per Benjamin una serie impressionante di sconfitte, contro Snitsky, Carlito, Chris Masters e l'allora WWE Champion John Cena. Viene in suo aiuto sua “madre”, che lo aiuta nei suoi match, diventando heel. Con sua madre al suo fianco Benjamin ricomincia a vincere, sconfiggendo Viscera al primo pay per view del 2006 New Year's Revolution, e Val Venis conquistandosi un posto nella Royal Rumble 2006, un match a 30 uomini disputato ogni anno nel mese di gennaio.
Shelton conquista poi, per la seconda volta in carriera, il titolo intercontinentale dopo aver sconfitto Ric Flair nell'edizione di Raw del 20 febbraio 2006. Anche in questo caso risulta decisivo l'intervento scorretto della madre.
La settimana successiva Benjamin sconfigge Chavo Guerrero con l'aiuto di Randy Orton qualificandosi per il Money in the Bank Match di WrestleMania 22. Flair ottiene poi un rematch contro Benjamin. Flair riesce a vincere, ma solo per squalifica. Il "Nature Boy" si vendica colpendo Benjamin con la bombola d'ossigeno della madre del campione. Il 13 marzo a Raw, difende con successo il titolo contro Rob Van Dam dopo un intervento fallito di Flair che viene per sbaglio colpito da RVD.

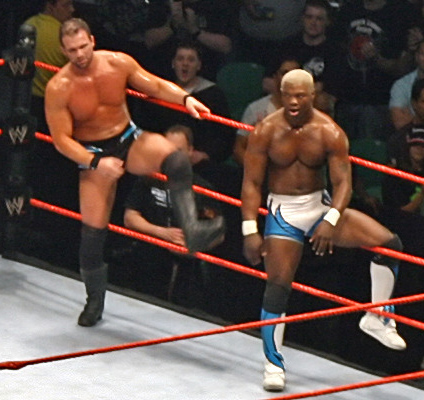
Benjamin e Charlie Haas (sinistra) nel 2007

Arriva quindi il giorno di WrestleMania 22, e seppur Benjamin non riesce a vincere il match, è lui il protagonista con mosse di raro atletismo. La sera dopo a Raw difende un'altra volta il suo titolo Intercontinentale contro Chavo, vincendo anche questa contesa. Il 10 aprile a Raw Benjamin sfida RVD per un match a Backlash con in palio il suo Money in the Bank. RVD rifiuta la sfida e ne propone un'altra con il palio il titolo Intercontinentale di Benjamin. Il tutto viene deciso il seguente Raw in un match tra Benjamin e uno sfidante misterioso: se Benjamin avesse vinto il match sarebbe stato in palio il Money in the Bank, altrimenti sarebbe stato messo in palio il titolo Intercontinentale. L'avversario misterioso si rivela poi l'ex compagno di tag team Charlie Haas, che riesce a vincere via rollup. Benjamin riesce però a convincere nella stessa sera Vince McMahon di cambiare la stipulazione, che diventa un “Winner Takes All”, ossia al vincitore andranno sia il Money in the Bank sia il Titolo intercontinentale. A Backlash in un incontro ben disputato da entrambi è Rob Van Dam a spuntarla e a portare a casa sia il Money in the Bank sia il Titolo intercontinentale. Comunque, non passerà molto tempo prima che Benjamin riconquisti il titolo intercontinentale: questo avverrà in uno strano match di coppia fra Benjamin, Triple H e Chris Masters contro RVD e John Cena, in cui erano in palio il titolo intercontinentale di RVD e quello mondiale di Cena, dove Benjamin schiena RVD diventando campione intercontinentale per la terza volta.
Benjamin perde poi il titolo in un Triple Threat Match a Vengeance 2006 contro Carlito e Johnny Nitro, con quest'ultimo che diventa nuovo campione.
Qualche mese dopo Benjamin riforma il tag team con Haas e il duo lotta per la conquista dei titoli di coppia, ma senza successo.
In seguito alla sospensione di Haas per doping, Benjamin si rilancia nella lotta per la conquista del titolo intercontinentale contro Jeff Hardy ma viene sconfitto in un match molto combattuto il 9 settembre.
Il 20 novembre 2007 debutta nel roster della ECW. Inizialmente riceve un push piuttosto importante, salvo perdere in seguito diversi incontri.

#### United States Champion e varie faide (2008–2010)
Il 19 febbraio 2008 batte Jimmy Wang Yang e si qualifica per il Money in the Bank ladder match a WrestleMania XXIV.
Con il Draft 2008 è tornato a lottare nel roster di SmackDown.
Il 20 luglio 2008 a The Great American Bash 2008 ha sconfitto Matt Hardy conquistando il WWE United States Championship; ciò ha determinato il ritorno del titolo nel roster di SmackDown. Ad Unforgiven 2008 prese parte al WWE Championship scramble match perdendo. Successivamente ha avuto una rivalità con R-Truth dopo che quest'ultimo era riuscito a battere l'atleta di colore per ben due volte, senza titolo in palio, e i due si sono affrontati a Cyber Sunday, dove Benjamin si è confermato campione. Alle Survivor Series ha preso parte ad un elimination tag team match tra il Team Batista (Batista, R-Truth, Cm Punk, Kofi Kingston e Matt Hardy) contro il Team Orton (Randy Orton, Shelton Benjamin, Cody Rhodes, Mark Henry e William Regal) vinto proprio da quest'ultimo.
Il 20 marzo 2009 in una puntata di Smackdown perde il titolo US contro MVP.Dopo aver perso il rematch partecipa a WrestleMania XXV nel Money in The Bank,senza però riuscire a vincerlo. Poi intraprende un feud con John Morrison che porta l'afroamericano a riallearsi con il vecchio amico Charlie Haas.
Morrison però sconfigge Benjamin in tutte e tre le occasioni in cui i due si sono confrontati in singolo, due volte a Smackdown e a Judgment Day. Nelle settimane seguenti Benjamin in coppia spesso con Charlie Haas rimedia moltissime sconfitte per mano ancora di John Morrison, R-Truth e i Cryme Tyme.
Shelton Benjamin ritorna nella ECW il 29 giugno 2009, con un trade speciale sancito da Donald Trump. Il suo esordio non è dei migliori, infatti viene sconfitto dall'esordiente Yoshi Tatsu. Nella puntata successiva però riesce ad avere la meglio sul giapponese. Alla ECW ottiene molte vittorie contro molte superstars come Goldust, Paul Birchall, Tyler Reks e Christian. Ad agosto ha iniziato una rivalità con Zack Ryder, che porta Shelton a effettuare un Turn Face e prevalere su Ryder. Benjamin viene attaccato ripetutamente da Sheamus ed i due avranno un'aspra rivalità che si concluderà con la vittoria dell'irlandese che passerà poi a Raw. Alle Survivor Series Benjamin è stato inserito nel team capitanato da John Morrison che affronterà il team di The Miz. Al PPV il team di Morrison viene sconfitto da quello di The Miz e Benjamin viene schienato proprio da quest'ultimo. Battendo Zack Ryder il 24 novembre Benjamin ottiene una shot al titolo ECW di Christian in un Ladder Match. Nel PPV tuttavia Benjamin non è riuscito a conquistare il titolo ECW. Il 31 gennaio 2010 partecipa alla Royal Rumble venendo eliminato subito dopo qualche minuto da John Cena.
Shelton Benjamin torna nel roster di SmackDown dopo la chiusura dell'ECW e al suo match di ritorno sconfigge CM Punk qualificandosi al Money in the Bank di WrestleMania XXVI, vinto da Jack Swagger.
Shelton Benjamin viene licenziato dalla WWE il 22 aprile 2010.

### Ring of Honor (2010–2012)
Il 4 agosto 2010, la Ring of Honor ha annunciato che Haas e Benjamin avrebbero debuttato a Glory By Honor IX l'11 settembre 2010, per affrontare i ROH World Tag Team Champion The Kings of Wrestling (Chris Hero e Claudio Castagnoli). Il duo più tardi ha dichiarato che si sarebbero collettivamente noti come il Wrestling Greatest Tag Team. A Glory By Honor IX Haas e Benjamin sono stati sconfitti da Hero e Castagnoli in un no-title match. L'8 dicembre, 2010, Haas e Benjamin sono tornati in Ohio Valley Wrestling , dopo più di sette anni dopo il loro match di debutto. Al loro ritorno sconfissero gli Elite (Ted McNaler e Adam Revolver). Il giorno dopo hanno preso parte ai loro primi tapigns in ROH sotto la Sinclair Brodcast Group banner, sconfiggendo i Bravado Brothers (Harlem e Lance). Il giorno dopo, Haas e Benjamin hanno sconfitto gli l'All-Night Xpress (Kenny King e Rhett Titus) Il 18 dicembre al PPV Final Battle 2010, Haas e Benjamin ha annunciato che nel 2011 avrebbero lottato in ROH normalmente. Al seguente PPV, 9th Anniversary Show, il 26 febbraio 2011, Haas e Benjamin ha sconfitto i Briscoe Brothers conquistando una shot per i ROH World Tag Team Championships. Il 1º aprile, Honor Takes Center Night One, Haas e Benjamin sconfiggono i Kings of Wrestling vincendo i ROH World Tag Team Championship per la prima volta in carriera.
Il 26 giugno al PPV, Best in the World 2011 , Haas e Benjamin hanno difeso con successo i ROH Tag World Team Championship in un Fatal-4 way match contro i Briscoe Brothers, i Kings of Wrestling e gli All-Night Express. Il 23 dicembre, Haas e Benjamin hanno perso il ROH World Tag Team Championship contro Briscoe Brothers al PPV Final Battle 2011, effettuando un turn heel durante il match. A 10th Anniversary Show vengono sconfitti dagli All Night Express. A Showdown in the Sun Night One sconfiggono Cedric Alexander & Caprice Coleman. Il giorno dopo vengono sconfitti da Briscoe Brothers. Il 28 aprile, a Unity hanno sconfitto Davey Richards & Kyle O'Reilly. Il 5 maggio attaccano Jay Briscoe durante il Proving Ground Contest, con un Low Blow. Il 12 maggio 2012 a Border Wars , Haas e Benjamin hanno vinto per la seconda volta i ROH World Tag Team Championship sconfiggendo i Briscoe Brothers.

### New Japan Pro-Wrestling (2012–2016)
Il 4 gennaio 2012, Shelton Benjamin e MVP hanno sconfitto i Complete Players al PPV Wrestle Kingdom VI in Tokyo Dome. Benjamin torna alla New Japan il 16 giugno a Domination 6.16 dove insieme a MVP sconfiggono Karl Anderson e Tama Tonga. l'8 luglio la New Japan annuncia che Benjamin come partecipante nel torneo G1 Climax.

### Ritorno in WWE (2017–2023)

#### Alleanza con Chad Gable e competizione singola (2017–2020)
Nella puntata di SmackDown del 22 agosto 2017 fece il suo ritorno in WWE dopo sette anni di assenza, entrando a far parte dello show blu; doveva originariamente tornare già nell'estate del 2016, ma a causa di un infortunio alla cuffia dei rotatori della spalla sinistra fu costretto ad uno stop durato circa otto mesi. Nella puntata di SmackDown del 29 agosto debuttò in coppia con Chad Gable, sconfiggendo gli Ascension. L'8 ottobre, nel Kick-off di Hell in a Cell, sconfissero gli Hype Bros. Nella puntata di SmackDown del 10 ottobre Benjamin e Gable vinsero un Fatal 4-Way Tag Team match che comprendeva anche gli Ascension, i Breezango e gli Hype Bros, diventando i nuovi contendenti allo SmackDown Tag Team Championship degli Usos. A SmackDown del 24 ottobre Benjamin e Gable sconfissero il New Day (Kofi Kingston e Xavier Woods) effettuando contestualmente un turn heel. Il 17 dicembre, a Clash of Champions, Benjamin e Gable parteciparono ad un Fatal 4-Way Tag Team match per lo SmackDown Tag Team Championship che includeva anche il New Day (Big E e Kofi Kingston), i Rusev Day (Aiden English e Rusev) e i campioni, gli Usos, ma il match venne vinto da questi ultimi. Il 2 gennaio 2018 Benjamin e Gable affrontarono gli Usos per lo SmackDown Tag Team Championship ma vennero sconfitti (anche se inizialmente avevano vinto l'incontro ma l'arbitro lo aveva fatto ripartire poco dopo). Il 28 gennaio, alla Royal Rumble, affrontarono ancora gli Usos in un 2-out-of-3 Falls match per lo SmackDown Tag Team Championship ma vennero sconfitti per 2-0. L'8 aprile, nel Kick-off di WrestleMania 34, partecipò all'annuale André the Giant Memorial Battle Royal ma venne eliminato da Scott Dawson. Con lo Shake-up del 16 aprile Gable passò al roster di Raw, segnando la fine del tag team con Benjamin.
Dopo essersi separato da Chad Gable a causa dello Shake-up, tornò a combattere in singolo. Il 27 aprile, a Greatest Royal Rumble, partecipò al Royal Rumble match a 50 uomini entrando col numero 48 ma venne eliminato da Chris Jericho. Il 27 gennaio 2019, alla Royal Rumble, Benjamin partecipò al match omonimo entrando col numero 22 ma venne eliminato da Braun Strowman. Il 7 aprile, nel Kick-off di WrestleMania 35, prese parte all'André the Giant Memorial Battle Royal venendo eliminato da Harper. Il 14 ottobre passa al roster di Raw per effetto del draft; nella stessa puntata, venne sconfitto da Ricochet. Il 31 ottobre, a Crown Jewel, partecipò lla Battle Royal per determinare lo sfidante di AJ Styles per lo United States Championship ma venne eliminato da Humberto Carrillo. Il 26 gennaio, alla Royal Rumble, entrando col numero 10, venne eliminato dal WWE Champion Brock Lesnar.

#### The Hurt Business (2020–2021)
A Raw del 20 luglio Benjamin, unitosi nel frattempo all'Hurt Business di Bobby Lashley e MVP, schienò R-Truth nel backstage conquistando il 24/7 Championship per la prima volta. Il 3 agosto Benjamin perse il titolo a favore di Akira Tozawa in un Triple Threat match che comprendeva anche R-Truth dopo 14 giorni di regno. Il 17 agosto Benjamin schienò fuori dal ring il sopraggiunto R-Truth, conquistando il 24/7 Championship per la seconda volta, perdendolo contro Cedric Alexander e riconquistandolo per la terza volta poco dopo. A Raw del 24 agosto Benjamin perse il titolo a favore di Akira Tozawa in un Fatal 4-Way match che comprendeva anche Cedric Alexander e R-Truth dopo 24 giorni di regno. Nella puntata di Raw del 7 settembre Benjamin, Lashley e MVP sconfissero Apollo Crews, Cedric Alexander e Ricochet grazie al turn heel di Alexander, il quale attaccò Crews e Ricochet. Il 22 novembre nel Kick-off di Survivor Series, Benjamin partecipò ad una Battle Royal tra Raw e SmackDown ma venne eliminato da Apollo Crews (appartenente al roster di SmackDown). Il 20 dicembre, a TLC: Tables, Ladders & Chairs, Benjamin e Alexander sconfissero Kofi Kingston e Xavier Woods del New Day conquistando il Raw Tag Team Championship per la prima volta (per Benjamin è il terzo regno come campione di coppia). Dopo due difese dei titoli contro i Lucha House Party (Gran Metalik e Lince Dorado) e Adam Pearce e Braun Strowman, nella puntata di Raw del 15 marzo persero i titoli contro Kingston e Woods del New Day dopo 85 giorni di regno. A Raw del 29 marzo Alexander e Benjamin si ribellarono a Lashley, il quale li aveva accusati di non aver saputo sconfiggere Drew McIntyre la settimana precedente, e furono entrambi attaccati, segnando la loro fuoriuscita dalla stable. Nella puntata di SmackDown del 9 aprile Benjamin partecipò all'André the Giant Memorial Battle Royal ma si eliminò per errore insieme al suo ex-compagno di stable Cedric Alexander. Nella puntata di Raw del 10 maggio tornò alla competizione singola e affrontò Alexander trionfando, ma in seguito venne sconfitto in altre due occasioni. Nella puntata di Raw del 27 settembre Alexander e Benjamin si unirono nuovamente all'Hurt Business aiutando Bobby Lashley nel suo Steel Cage match per il WWE Championship contro il campione Big E ma senza che Lashley potesse vincere a causa di Kingston e Woods del New Day. Il 21 ottobre, nel Kick-off di Crown Jewel, Alexander e Benjamin vennero sconfitti dagli SmackDown Tag Team Champions, gli Usos, in un match non titolato. Il 21 novembre, a Survivor Series, Benjamin prese parte ad una Battle Royal dedicata a The Rock ma venne eliminato. Nella puntata di Raw del 10 gennaio Benjamin e Alexander vennero ripudiati definitivamente da Bobby Lashley ed MVP, attaccando poi brutalmente il primo prima di venire respinti. Nella puntata di SmackDown del 1º aprile Benjamin prese parte all'annuale André the Giant Memorial Battle Royal ma venne eliminato da Commander Azeez.

#### Varie faide (2022–2023)
Dopo una lunga assenza dovuta ad un infortunio, tornò alla competizione singola a Raw il 7 novembre venendo sconfitto da Austin Theory. Dopo diverse apparizioni sporadiche, tornò a far squadra con Cedric Alexander e il 9 gennaio, a Raw, i due parteciparono ad un tag team turmoil match per determinare gli sfidanti al Raw Tag Team Championship degli Usos ma vennero eliminati da Damian Priest e Finn Bálor. Nella puntata di SmackDown del 31 marzo partecipò all'annuale André the Giant Memorial Battle Royal ma venne eliminato.
Il 1º maggio 2023, per effetto del Draft, divenne un free agent. Nella puntata di Raw del 15 maggio partecipò ad una battle royal per determinare lo sfidante di Gunther per l'Intercontinental Championship ma venne eliminato dai Viking Raiders.
Il 21 settembre venne licenziato dalla WWE, insieme a molti altri colleghi.

## Personaggio

### Mosse finali
- 450º splash – 2000–2002

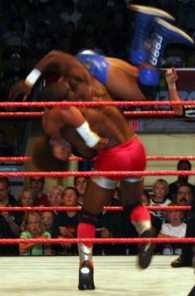
Benjamin mentre esegue il T-Bone Suplex su Carlito

- Dragon whip / Money Clip / Shell Shocka – 2003
- Paydirt (Leaping reverse STO) – 2007–presente
- Superkick – 2003–2006
- T-Bone Suplex (Exploder suplex in una Modified scoop powerslam) – dal 2005

### Soprannomi
- "The Gold Standard"
- "Shinrya Ku Sha X"

## Titoli e riconoscimenti

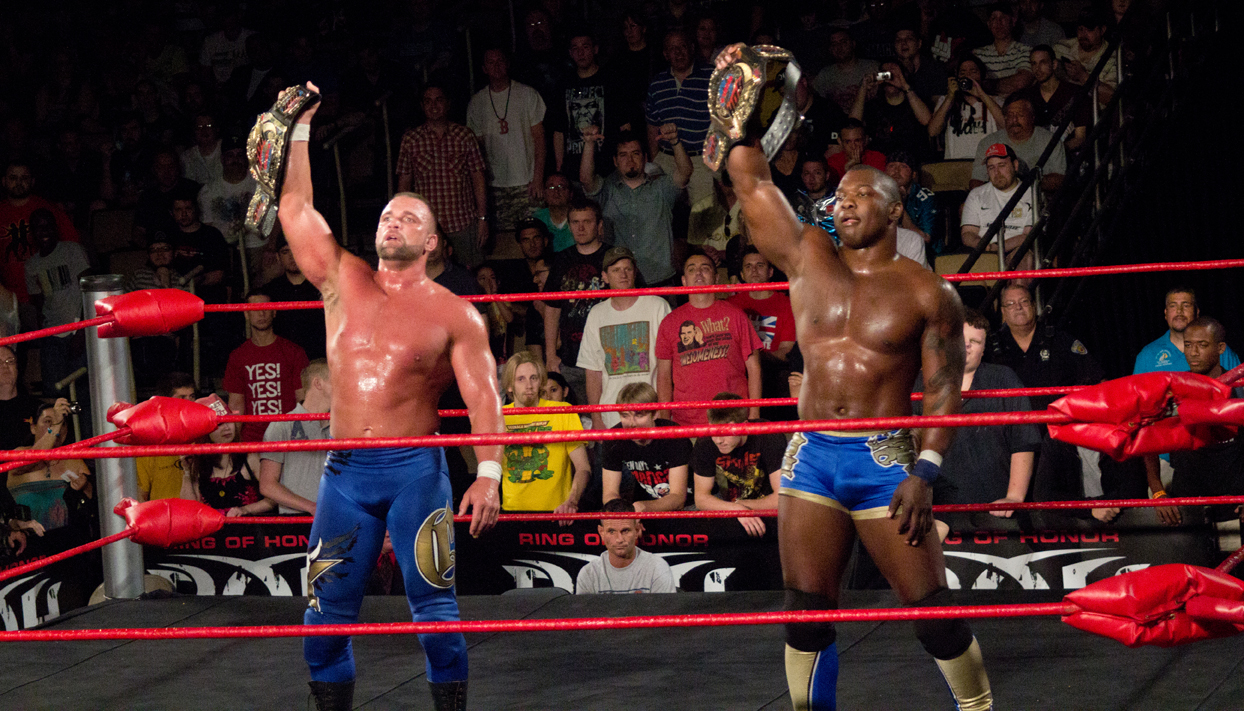
Benjamin e Charlie Haas (sinistra) con il ROH World Tag Team Championship, titolo che hanno vito due volte

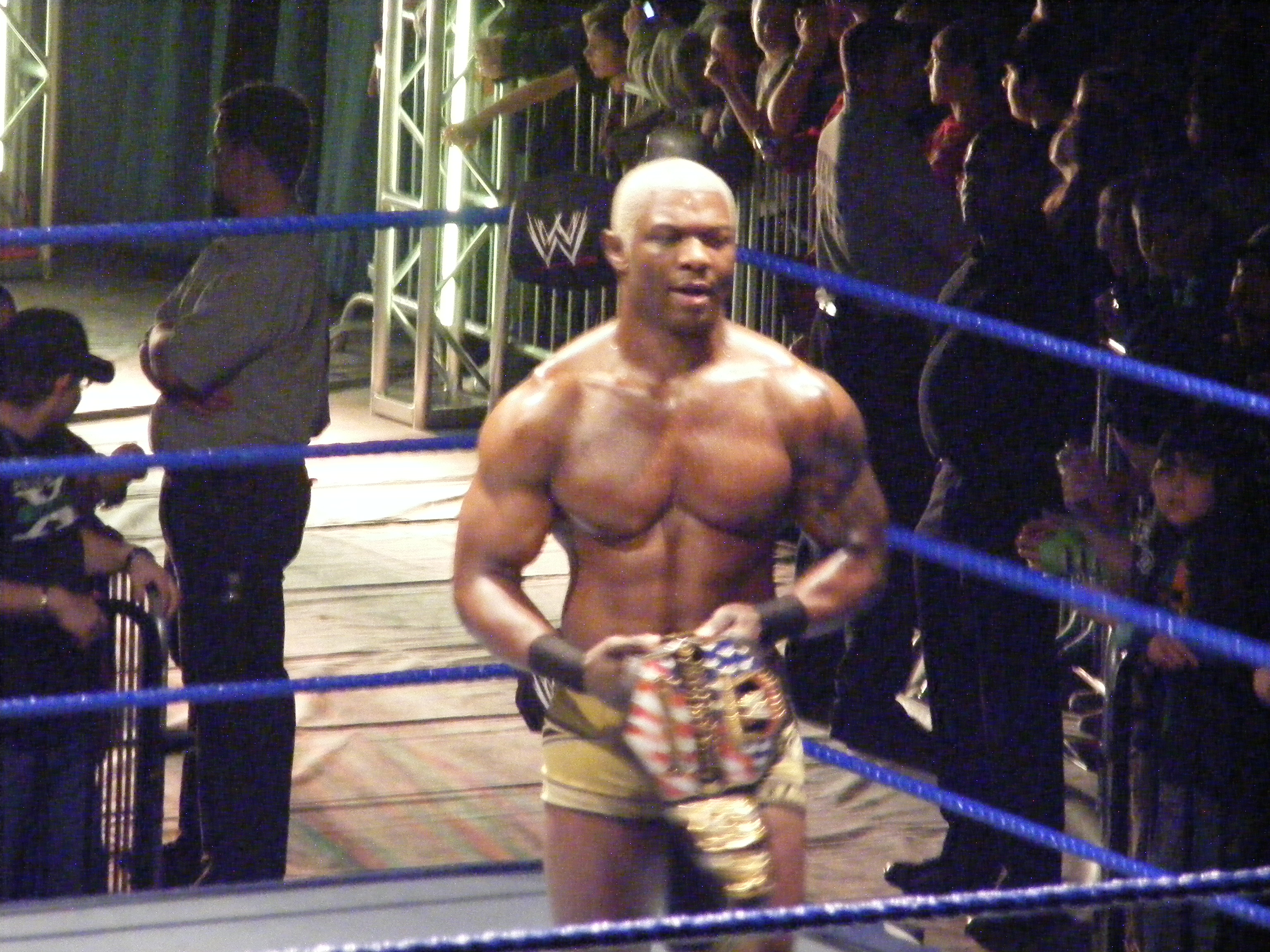
Benjamin con lo United States Championship, titolo che ha vinto una volta con 240 giorni di regno

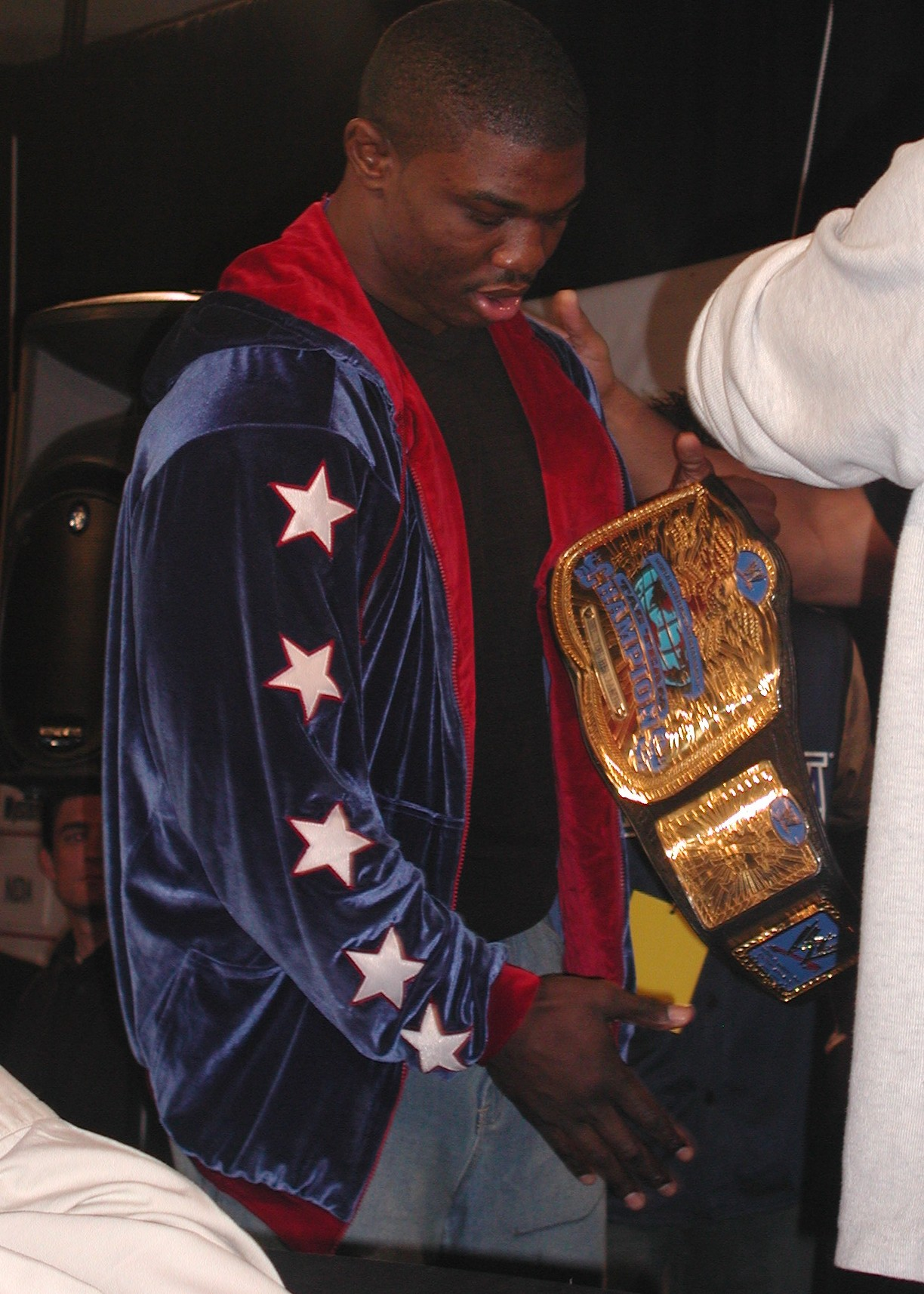
Benjamin con il WWE Tag Team Championship, titolo che ha vinto tre volte (due con Charlie Haas e una con Cedric Alexander, in quest'ultimo caso quando il titolo è divenuto il Raw Tag Team Championship)

### Atletica
- National Junior College Athletic Association
  - Junior College 100 meter Champion

### Wrestling amatoriale
- National Junior College Athletic Association
  - Junior College National Wrestling Champion
- National Collegiate Athletic Association
  - 2x All-American (1997, 1998)[14]

### Wrestling professionistico
All Elite Wrestling 
- AEW World Tag Team Championship (1) – con Bobby Lashley

- Black Athlete Sports Network
  - African – American Wrestler of the Year (2005)
- Millennium Wrestling Federation
  - MWF Heavyweight Championship (1)
- Ohio Valley Wrestling
  - OVW Southern Tag Team Championship (4) – con Brock Lesnar (3) e Redd Dogg Begnaud (1)
  - Danny Davis Invitational Tag Team Tournament (2015) – con Charlie Haas
- Pro Wrestling Illustrated
  - Tag Team of the Year (2003) – con Charlie Haas[15]
  - 9º tra i 500 migliori wrestler singoli nella PWI 500 (2005)[16]
- Ring of Honor
  - ROH World Tag Team Championship (2) – con Charlie Haas
- World Wrestling Council
  - WWC Universal Heavyweight Championship (1)
- WWE
  - WWE 24/7 Championship (3)
  - WWE Intercontinental Championship (3)
  - WWE Raw Tag Team Championship (3)[17] – con Charlie Haas (2) e Cedric Alexander (1)
  - WWE United States Championship (1)
  - Slammy Award (1)
    - Male Trash Talker of the Year (edizione 2020) - come membro dell'Hurt Business
- Wrestling Observer Newsletter
  - Most Underrated Wrestler (2005–2007)